# Magyar Kupa 2022-2023
La Magyar Kupa 2022-2023, conosciuta anche come 2022–2023-es MOL Magyar Kupa per ragioni di sponsorizzazione, è stata l'83ª edizione della coppa nazionale ungherese, iniziata il 6 agosto 2022 e terminata il 3 maggio 2023. Il Ferencváros era la squadra campione in carica. Il Zalaegerszeg ha conquistato il trofeo per la prima volta nella sua storia.

## Formula
Ai primi 4 turni hanno preso parte le squadre dei livelli calcistici inferiori ungheresi. Dal quinto turno partecipano le squadre dei primi quattro livelli calcistici ungheresi. In tutti i turni gli incontri sono a gara unica.

## Quinto turno
Il sorteggio è stato effettuato il 3 agosto 2022.
| Squadra 1           | Risultato       | Squadra 2            |
| ------------------- | --------------- | -------------------- |
| 6 agosto 2022       |                 |                      |
| Fővárosi Vízművek   | 2 – 2 (1-3 dtr) | Füzesgyarmat         |
| Balatonszepezdi     | 1 – 0           | Pápai SE             |
| Gázgyár             | 4 – 1 (dts)     | Körösladány MSK      |
| Felsőzsolca         | 1 – 0           | Bank-Dalnoki         |
| Gerjen SK           | 1 – 7           | Lenti TE             |
| XV. Kerület         | 3 – 2           | Nagybajom            |
| Cigánd              | 2 – 0           | Tallya KSE           |
| Ibrány SE           | 0 – 0 (3-4 dtr) | Mátészalkai          |
| ENCS                | 2 – 3 (dts)     | Eger                 |
| Berkenye            | 1 – 4           | Tiszaújváros         |
| Nagyecsed           | 0 – 1           | Balassagyarmat VSE   |
| Salgótarján         | 1 – 3           | Debrecen EAC         |
| Bag TC              | 2 – 4           | Tiszafüred VSE       |
| Monostorpályi SE    | 2 – 1           | Sajóbábony VSE       |
| Kisújszállás SE     | 0 – 2           | Szegedi VSE          |
| Szolnok             | 1 – 0           | Makoi FC             |
| Rákosmente KSK      | 1 – 4           | Jászberény FC        |
| Mezőkovácsháza TE   | 1 – 5           | Dunakeszi VSE        |
| Tiszafoldvar SE     | 0 – 6           | ESMTK Budapest       |
| Pecel SSE           | 0 – 2           | Dabas                |
| Mezőmegyer SE       | 2 – 3           | REAC                 |
| Lajosmizse VLC      | 2 – 0           | Törökszentmiklósi FC |
| Sarvar FC           | 1 – 5           | Nyergesújfalu SE     |
| Hegyeshalom SC      | 0 – 5           | III. Kerületi TVE    |
| Andrashida LSC      | 2 – 6           | Bicskei              |
| Tatai AC            | 6 – 1           | Peti MTE             |
| FSC Hegykő          | 0 – 7           | Tatabánya            |
| Ercsi Kinizsi SE    | 1 – 2           | Kaposvár             |
| Kadarkút VSK        | 3 – 1           | Komlói Bányász       |
| Balatonlelle        | 0 – 1           | Iváncsa              |
| Nagyatádi           | 1 – 0           | Főnix-Gold FC        |
| Dunaújváros PASE    | 5 – 2           | BKV Előre            |
| Vajta RSC           | 0 – 3           | Ócsárd KSE           |
| Semjénháza SE       | 0 – 1           | Budaörs              |
| Mohács TE           | 0 – 3           | Szekszárd            |
| Bölcske SE          | 2 – 1           | Érdi VSE             |
| Király SE           | 2 – 0           | Veszprém             |
| Pomáz SE            | 2 – 2 (6-7 dtr) | Abda SC              |
| Mátraderecskei SE   | 3 – 0           | Vác                  |
| 7 agosto 2022       |                 |                      |
| Gardonyi VSC        | 2 – 3           | Nagykanizsa          |
| Monor               | 1 – 0 (dts)     | Cegléd               |
| Létavértes SC       | 0 – 5           | Hatvan               |
| Nagydobosi LSE      | 0 – 5           | Újfehértó SE         |
| Karancslapujtő KSE  | 6 – 0           | Balkányi SE          |
| Putnok              | 2 – 0           | Sényő-Carnifex       |
| Kalocsai            | 1 – 0           | Testvériség          |
| Kiskunfélegyházi TK | 0 – 5           | Hódmezővásárhelyi    |
| Bugyi SE            | 1 – 0           | Kecskeméti LC        |
| Dabas–Gyón FC       | 1 – 4           | Székkutas TC         |
| Kecel FC            | 0 – 1           | Deszk SC             |
| Rábapaty KSK        | 1 – 3           | Komárom VSE          |
| Ugod SE             | 1 – 5           | Mezőörs KSE          |
| Teskánd KSE         | 0 – 7           | BVSC Budapest        |
| Menfocsanaki        | 0 – 2           | Balatonfüred         |
| Körmendi            | 0 – 8           | Zsámbéki SK          |
| Úrkút               | 2 – 0           | SC Sopron            |
| Söpte SE            | 4 – 1           | Devecser SE          |
| Rábaszentandrás SE  | 0 – 3           | Zalaszentgrót        |
| Sarosd NKSC         | 1 – 2           | Dunaharasti          |
| Pécs VSK            | 2 – 0           | Szepetnek SE         |
| Bonyhád VLC         | 2 – 2 (3-4 dtr) | 43. Sz. Építők       |
| Pécsvárad SE        | 1 – 0           | Kelen SC             |
| Edelény FC          | 3 – 1           | Hajduszoboszloi      |
| Balmazújváros       | 1 – 2           | Hidasnémeti VSC      |

## Sesto turno
Il sorteggio è stato effettuato l'11 agosto 2022.
| Squadra 1           | Risultato   | Squadra 2             |
| ------------------- | ----------- | --------------------- |
| 27 agosto 2022      |             |                       |
| Debrecen EAC        | 2 – 0 (dts) | Eger                  |
| Mátraderecskei SE   | 1 – 7       | Putnok                |
| Monostorpályi SE    | 3 – 1       | Tiszaújváros          |
| Karancslapujtő KSE  | 0 – 5       | Hatvan                |
| Mátészalkai MTK     | 2 – 0       | Hidasnémeti VSC       |
| Szegedi VSE         | 5 – 1       | Bugyi SE              |
| Füzesgyarmat        | 1 – 0 (dts) | Hódmezővásárhelyi     |
| Lajosmizsei VLC     | 0 – 5       | Dabas                 |
| Székkutas TC        | 0 – 7       | Monor                 |
| Tatabánya           | 0 – 1       | Balatonfüred          |
| Balatonszepezd OKSC | 0 – 2       | Komárom VSE           |
| Mezőörs KSE         | 4 – 2       | Söpte SE              |
| Nyergesújfalu SE    | 2 – 0       | Tatai AC              |
| Zsámbéki SK         | 0 – 3       | Bicskei               |
| Dunaharaszti MTK    | 1 – 3       | Bölcskei SE           |
| Szekszárd           | 2 – 0       | Budaörs               |
| Kadarkút VSK        | 0 – 7       | Iváncsa               |
| 43. Sz. Építők      | 0 – 3       | Nagykanizsa           |
| Pécsvárad SE        | 3 – 1       | Dunaújváros PASE      |
| Ócsárd SE           | 0 – 6       | Nagyatádi             |
| Király SE           | 0 – 3       | BVSC Budapest         |
| REAC                | 0 – 2       | ESMTK Budapest        |
| 28 agosto 2022      |             |                       |
| Felsőzsolca         | 1 – 0       | Cigánd SE             |
| Újfehértó SE        | 0 – 2       | Tiszafüred VSE        |
| Edelény FC          | 0 – 5       | Balassagyarmati VS    |
| Deszk SC            | 3 – 1       | ASR Gázgyár           |
| Kalocsai            | 0 – 2       | Jászberény Vasas      |
| Dunakeszi VSE       | 1 – 2       | Szolnok               |
| Úrkút SK            | 1 – 4       | III. Kerületi TVE     |
| Abda SC             | 1 – 2       | Zalaszentgrót         |
| Pécs VSK            | 1 – 2       | Kaposvár              |
| Lenti TE            | 3 – 4 (dts) | XV. Kerület Issimo SE |

## Settimo turno
Il sorteggio è stato effettuato il 9 settembre 2022.
| Squadra 1             | Risultato   | Squadra 2        |
| --------------------- | ----------- | ---------------- |
| 17 settembre 2022     |             |                  |
| Mátészalkai MTK       | 1 – 6       | Újpest           |
| Szeged VSE            | 0 – 4       | Békéscsaba       |
| Dorog                 | 0 – 2       | Honvéd           |
| Nagykanizsa           | 5 – 1       | Hatvan           |
| Balassagyarmat VS     | 1 – 2       | Vasas            |
| Kaposvár              | 0 – 2       | Zalaegerszeg     |
| BVSC Budapest         | 0 – 2       | Kisvárda         |
| Szekszárd             | 0 – 3       | Mezőkövesd-Zsóry |
| Tiszafüred VSE        | 0 – 4       | Siófok           |
| Bölcskei SE           | 1 – 2       | Budafok          |
| Jászberény Vasas      | 1 – 2       | Debrecen EAC     |
| Balatonfüred          | 3 – 0       | Komárom VSE      |
| Mezőörs KSE           | 0 – 4       | Felsőzsolca      |
| Zalaszentgrót         | 2 – 3       | Monor            |
| Iváncsa               | 3 – 2       | Gyirmót          |
| Nagyatádi             | 7 – 0       | Deszk SC         |
| ESMTK Budapest        | 1 – 0       | Soroksár         |
| Pécsvárad SE          | 0 – 4       | Győri ETO        |
| Füzesgyarmat          | 1 – 2 (dts) | Mosonmagyaróvári |
| Csákvári              | 2 – 5       | Puskás Akadémia  |
| Diósgyőr              | 0 – 1       | Szeged 2011      |
| Kozármisleny          | 0 – 1       | Kazincbarcika    |
| Ajka                  | 3 – 0       | Szentlőrinci     |
| 18 settembre 2022     |             |                  |
| Pécs                  | 0 – 1       | Paks             |
| Dabas                 | 0 – 1       | Debrecen         |
| Tiszakécske           | 0 – 3       | Kecskemét        |
| III. Kerületi         | 2 – 5       | MOL Fehérvár     |
| Monostorpályi SE      | 0 – 2       | Nyíregyháza      |
| Nyergesújfalu SE      | 1 – 0       | Szolnok          |
| Putnok                | 2 – 4       | Haladás          |
| Bicskei               | 0 – 2       | Ferencváros      |
| XV. Kerület Issimo SE | 0 – 8       | MTK Budapest     |

## Ottavo turno
Il sorteggio è stato effettuato il 12 settembre 2022.
| Squadra 1        | Risultato   | Squadra 2        |
| ---------------- | ----------- | ---------------- |
| 18 ottobre 2022  |             |                  |
| Nyíregyháza      | 1 – 2       | Vasas            |
| Győri ETO        | 1 – 0       | Kecskemét        |
| 19 ottobre 2022  |             |                  |
| Iváncsa          | 3 – 2 (dts) | Ferencváros      |
| Mosonmagyaróvári | 0 – 3       | Kisvárda         |
| Felsőzsolca      | 0 – 6       | MTK Budapest     |
| Debrecen EAC     | 0 – 4       | Debrecen         |
| Nagykanizsa      | 1 – 4       | Békéscsaba       |
| Balatonfüred     | 0 – 3       | Paks             |
| Budafok          | 1 – 0 (dts) | Szeged 2011      |
| ESMTK Budapest   | 3 – 1 (dts) | Siófok           |
| Nagyatádi        | 0 – 3       | Monor            |
| Nyergesújfalu SE | 1 – 4       | Mezőkövesd-Zsóry |
| Haladás          | 1 – 2       | Honvéd           |
| Ajka             | 1 – 3       | Újpest           |
| Kazincbarcika    | 0 – 2       | Zalaegerszeg     |
| Fehérvár         | 0 – 1       | Puskás Akadémia  |

## Ottavi di finale
Il sorteggio è stato effettuato il 20 ottobre 2022.
| Squadra 1        | Risultato       | Squadra 2        |
| ---------------- | --------------- | ---------------- |
| 1º febbraio 2023 |                 |                  |
| MTK Budapest     | 0 – 2           | Mezőkövesd-Zsóry |
| 7 febbraio 2023  |                 |                  |
| Vasas            | 2 – 0           | Honvéd           |
| 8 febbraio 2023  |                 |                  |
| Monor            | 1 – 5           | Paks             |
| Békéscsaba       | 0 – 2           | Zalaegerszeg     |
| Iváncsa          | 1 – 2           | Budafok          |
| ESMTK Budapest   | 0 – 1 (dts)     | Kisvárda         |
| Győri ETO        | 1 – 2 (dts)     | Debrecen         |
| 9 febbraio 2023  |                 |                  |
| Puskás Akadémia  | 0 – 0 (5-4 dtr) | Újpest           |

## Quarti di finale
Il sorteggio è stato effettuato il 6 febbraio 2023.
| Squadra 1        | Risultato | Squadra 2       |
| ---------------- | --------- | --------------- |
| 28 febbraio 2023 |           |                 |
| Mezőkövesd-Zsóry | 1 – 4     | Zalaegerszeg    |
| 1º marzo 2023    |           |                 |
| Budafok          | 2 – 0     | Kisvárda        |
| Paks             | 2 – 3     | Vasas           |
| 2 marzo 2023     |           |                 |
| Debrecen         | 1 – 3     | Puskás Akadémia |

## Semifinali
Il sorteggio è stato effettuato il 3 marzo 2023.
| Squadra 1     | Risultato   | Squadra 2       |
| ------------- | ----------- | --------------- |
| 4 aprile 2023 |             |                 |
| Zalaegerszeg  | 1 – 0 (dts) | Puskás Akadémia |
| 5 aprile 2023 |             |                 |
| Budafok       | 3 – 0       | Vasas           |

## Finale
| Arbitro: | István Vad |

|  |           |                           |
|  | Marcatori | 117’ Németh 120+2’ Szalay |